# Евтимиева награда
Евтимиевата награда е международна академична награда на името на Св. Евтимий, Патриарх Търновски. Учредена е през 1979 г. от Великотърновския университет и се присъжда на български и чуждестранни учени за научни постижения в областта на българистиката: литературознание, езикознание, история, както и за издигане престижа на университета в национален и международен аспект.

## Носители
- 1979 – проф. д-р Франтишек Славски – Ягелонски университет, Краков, Полша
- 1979 – проф. д-р Йежи Русек – Ягелонски университет, Краков, Полша
- 1981 – акад. Дмитрий Лихачов – Институт за руска литература при АН на СССР, Ленинград, СССР
- 1988 – проф. д-р Гунар Сване – Университет на Орхус, Дания
- 1989 – проф. Пеньо Русев – Великотърновски университет „Св. св. Кирил и Методий“
- 1989 – проф. Александър Бурмов – Великотърновски университет „Св. св. Кирил и Методий“
- 1990 – доц. д-р Войчех Галонзка – Ягелонски университет, Краков, Полша
- 2002 – проф. дфн Георги Данчев – Великотърновски университет „Св. св. Кирил и Методий“
- 2002 – проф. д-р Ангел Давидов – Великотърновски университет „Св. св. Кирил и Методий“
- 2005 – Радко Радков, великотърновски поет
- 2009 – проф. дфн Юрий Бегунов – Институт за руска литература към АН на СССР, Санкт-Петербург, Русия
- 2013 – проф. Димитриос Гонис – Богословски факултет на Атинския университет
- 2017 – акад. Васил Гюзелев – Исторически факултет на Софийския университет